# Saint-Cirq (Tarn-et-Garonne)
Saint-Cirq is een gemeente in het Franse departement Tarn-et-Garonne (regio Occitanie) en telt 402 inwoners (2004). De plaats maakt deel uit van het arrondissement Montauban.

## Geografie
De oppervlakte van Saint-Cirq bedraagt 15,8 km², de bevolkingsdichtheid is 25,4 inwoners per km².
De onderstaande kaart toont de ligging van Saint-Cirq (Tarn-et-Garonne) met de belangrijkste infrastructuur en aangrenzende gemeenten.

## Demografie
Onderstaande figuur toont het verloop van het inwonertal (bron: INSEE-tellingen).

1. ↑  Populations de référence 2022.